# Argoctenus gracilis
Argoctenus gracilis är en spindelart som först beskrevs av Hickman 1950.  Argoctenus gracilis ingår i släktet Argoctenus och familjen taggfotsspindlar.
Artens utbredningsområde är Sydaustralien. Inga underarter finns listade i Catalogue of Life.